# Myxine circifrons
Myxine circifrons is een kaakloze vissensoort uit de familie van de slijmprikken (Myxinidae).
M.circifrons was het resultaat van een wetenschappelijke expeditie met het schip Albatross van de U.S. Fish Commission in 1891, geleid door Alexander Agassiz. Ze werd opgevist vanop een rotsbodem op 1335 m diepte in het zuidelijk deel van de Golf van Panama. Samuel Garman beschreef ze als nieuwe soort in 1899 in zijn verslag over de vissen die tijdens deze expeditie waren gevonden.
De soort komt voor in het oostelijk deel van de Stille Oceaan op een diepte van 700-1860 m.